# فیلیپ مک‌کئون
فیلیپ مک‌کئون (به انگلیسی: Philip McKeon) (زاده ۱۱ نوامبر ۱۹۶۴) بازیگر آمریکایی است.
از فیلم‌های معروف و همچنین مجموعه‌های تلویزیونی او می‌توان به بازی در مجموعه تلویزیونی آلیس و فیلم بازگشت به وحشت بالا اشاره کرد.